# Mönchaltorf
Mönchaltorf é uma comuna da Suíça, no Cantão Zurique, com cerca de 3.178 habitantes. Estende-se por uma área de 7,62 km², de densidade populacional de 417 hab/km². Confina com as seguintes comunas: Egg, Gossau, Maur, Seegräben, Uster, Wetzikon.
A língua oficial nesta comuna é o Alemão.